# Michael Basman
Michael John Basman (nascut el 16 de març de 1946 a St Pancras, Londres) és un jugador, escriptor, i promotor d'escacs britànic, que té el títol de Mestre Internacional des de 1980.
El pare de Basman fou un immigrant armeni que va modificar el seu cognom originari, "Basmadjian". La família coneixia la cantant Cleo Laine, qui va cuidar en Michael quan era petit.
|  |

## Carrera escaquística
En Basman és un escriptor prolífic en el camp dels escacs, i ha fet moltes contribucions a la teoria d'obertures; és particularment conegut per practicar en les seves pròpies partides obertures estranyes o rarament jugades, com ara la defensa St. George (amb la qual el GM anglès Tony Miles va derrotar un cop el llavors Campió del món Anatoli Kàrpov), l'atac Grob (per les blanques i les negres) i també The Creepy Crawly, que consisteix en a3, llavors h3 i a continuació un ràpid c4.
Possiblement el seu millor èxit en torneig oficial fou la seva lluita per la primera plaça al Campionat de la Gran Bretanya de 1973, en el qual acabà perdent el matx final contra William Hartston. El 1975 Anglaterra va disputar un matx a deu taulers contra França a Luton, i en Basman hi va jugar de primer tauler, per davant dels futurs super-Grans Mestres John Nunn i Jonathan Speelman.
A més a més, va crear l'UK Chess Challenge, un torneig per a jugadors en edat juvenil, organitzat en quatre etapes successives.

## Obres
- Michael Basman. Play the St. George Defence.  Pergamon chess openings, 1982. ISBN 0-080297-18-8.
- Michael Basman. Chess Openings.  Crowood, 1987. ISBN 0-946284-74-1.
- Michael Basman. The Killer Grob.  Pergamon chess openings, 1989. ISBN 0080371310.